# Elias III de Jerusalém
Elias III de Jerusalém foi o patriarca de Jerusalém entre 878 e 907. Ele teve que enfrentar o problema de ter que pagar a grande dívida deixada por seu antecessor, Teodósio de Jerusalém. Segundo Eutíquio de Alexandria, seu nome era Elias ibne Almançor, descendente de uma família que colaborava com os muçulmanos e irmão do finado patriarca Sérgio I.

## Vida e obras
Nada se sabe sobre os primeiros anos da vida de Elias. Ele pode ter sido o sincelo (secretário) que Teodósio enviou como seu legado ao Concílio de Constantinopla de 869-870 (que depôs Fócio). Em 881, ele enviou dois monges, Gisberto e Reinardo, até a corte do imperador carolíngio Carlos, o Gordo (r. 879–888) para tentar conseguir um subsídio para pagar a reforma das igrejas de Jerusalém, danificadas pelos muçulmanos. A estes custos se somava ainda a grande dívida deixada por Teodósio. Mesmo apurado, Elias recusou uma oferta feita pela filha de um velho muçulmano para quitar a dívida (e que poderia trazer-lhe ainda mais problemas com as autoridades).
Elias não se opôs quando o imperador bizantino Leão VI, o Sábio (r. 886–912), informou aos patriarcas orientais que queria se casar pela quarta vez. Em 906, Elias consagrou Cristódulo como patriarca de Alexandria. Porém, os fiéis da cidade foram contra e se recusaram a admiti-lo até que Cristódulo repetisse as preces de consagração.
Tradicionalmente, acredita-se que Elias teria morrido em 907 Porém, de acordo com um manuscrito preservado no Mosteiro de Santa Catarina, ele teria morrido em 4 de outubro de 906, uma data questionada por alguns acadêmicos.
.
Ele se correspondeu com Alfredo I, o Grande.

## Ligações Externas
- Este artigo incorpora texto da Orthodox Wiki (em inglês)  (artigo "Theodosius of Jerusalem").
- «A História da Igreja de Jerusalém» (em inglês). More Who is Who. Consultado em 26 de maio de 2012
- «Elias III, patriarca de Jerusalém» (em inglês). Christus Rex. Consultado em 26 de maio de 2012. Arquivado do original em 4 de março de 2016